# الانتخابات الرئاسية الروسية 2018
أجريت انتخابات رئاسة الدولة في روسيا يوم 18 مارس/ آذار 2018، وفاز بها فلاديمير بوتين ، والذي كان قد أعلن يوم الأربعاء 6 ديسمبر 2017، عن نيته خوض السباق، قائلا: «سأرشح نفسي لمنصب رئيس روسيا الاتحادية، وأثق أن كل شيء سيكون على ما يرام».

  وقبيل إجراء الانتخابات رأت صحيفة نيويورك تايمز الأمريكية أن نجاح بوتين في الانتخابات مضمون  ، كما خرجت أصوات من النخبة الروسية تؤيد بقاء بوتين في كرسي الرئاسة، باعتباره الشخص المناسب في هذه المرحلة، كان أبرزها الزعيم الروسي السابق ميخائيل جورباتشوف.

ومن بين الشخصيات التي كانت أعلنت نيتها الترشح أمام فلاديمير بوتين، آية حمزاتوفا، زوجة مفتي داغستان، والتي تقدمت في بداية يناير 2018 بملف ترشحها إلى لجنة الانتخابات المركزية في موسكو، لتكون أول مسلمة ترشح نفسها لهذا المنصب في تاريخ روسيا.

## النتائج النهائية
أعلنت اللجنة الانتخابية في روسيا، حصول فلاديمير بوتين على 76.67% من الأصوات، يليه مرشح الحزب الشيوعي بافل جرودينين بنسبة أصوات 11.77%، في حين حصل فلاديمير جيرينوفسكي، مرشح الحزب الليبرالي الديمقراطي الروسي على 5.65% من الأصوات، والصحفية القريبة من المعارضة الليبرالية كزينيا سوبتشاك 1.68%، وبلغت نسبة المشاركة 67.54%.

## انظر ايضا
- انتخابات الرئاسة الروسية 2024